# Prix Ribenboim
Le Prix Ribenboim est une distinction mathématique pour de jeunes mathématiciens en théorie des nombres, décerné par la Canadian Number Theory Association. Le lauréat doit être canadien ou connecté avec le Canada et avoir obtenu son doctorat depuis au plus 12 ans. Il est nommé d'après le mathématicien Paulo Ribenboim et il est décerné tous les deux ans.

## Lauréats
- 1999 : Andrew Granville[1]
- 2002 : Henri Darmon[2]
- 2004 : Michael Bennett[2]
- 2006 : Vinayak Vatsal[2]
- 2008 : Adrian Ioviță (en)[2]
- 2010 : Valentin Blomer[3],[4]
- 2012 : Dragos Ghioca[5],[6]
- 2014 : Florian Herzig[7]
- 2016 : Jacob Tsimerman[8]
- 2018 : Maksym Radziwill[6]

## Liens
- Ribenboim Prize in Number Theory 2016
- Site au Prix McTutor